# ひらひらひゅ〜ん
『ひらひらひゅ〜ん』は、西炯子による日本の漫画作品。

## 概要
『Wings』（新書館）2006年7月号から連載を開始し、2010年10月号まで連載されていた。キャッチフレーズは「ちょっぴり切なくちょっぴりアツい、弓道部青春群像」。
高校の弓道部を中心とした漫画である。練習風景、試合、合宿だけでなく弓道に対する姿勢の違いによる衝突なども描かれる。第3巻までは男女の恋愛や学生生活など普通の高校生の青春を綴っているが、第4巻ではボーイズラブ・同性愛がメインとなりバイセクシュアル（？）やゲイも登場し、主人公が襲われたり肌を合わせる描写がある。
第1話 - 第6話（第1巻、第2巻）は各部員の紹介を兼ねた短篇となっている。第1話と第3話に薄い同性愛表現がある。第7話（第2巻）は大衆演劇一座で女形を担当している転校生との出会いと別れ、神社で行われる小さな射会が描かれる。第8話（第3巻）は合宿を行い、部内や他校とのトラブルと県内の新人大会が描かれる。第9話（第4巻）は明らかに毛色が異なり、今までに登場した脇役がほとんど登場せず、主人公とフランス人ハーフの男子学生が性や今後の生き方に対して苦悩・葛藤する様が描かれている。
主人公らは「開開神社夏季射会」、「角島県高等学校新人大会」という大会に参加し、競技中の描写は合計20ページ程である。「九州大会」も登場するが競技の描写は無い。立ち順表記は大前、二番、三番、四番、五番。

## あらすじ
第1話
弓道部の副部長笹原 健一は風疹で学校を欠席していた。完治して部を訪れると見慣れない女子・永仮あやのが入部していた。その可愛らしさに惹かれるが、実はあやのと瓜二つの双子の兄・周も同じ弓道部にいた。笹原はどちらも意識してしまい混乱する。
第7話（第2巻）
健一と友人の長尾智和はたまたま寄ったドラッグストアで眉毛が無く無精髭を生やした長髪の男とちょっとしたトラブルになる。翌日、学校へ行くとその男は転校生として現れる。藤川 夕莉は大衆演劇の興行のために町を訪れた芸能人だった。演劇を見た健一は夕莉を意識するようになる。教室から弓道場を眺めて「下手くそ」と呟いた夕莉をたまたま健一が見かけたことから弓道場へ行くこととなる。弓を引くと4本全て的心に中り射型も美しいものだった。夕莉は締りのない部の雰囲気を見て“勝つ気がない部”と部員に言い放って去る。健一ら部員は弓道に対する取り組み方などを見つめ直す。後日、健一、喬彬は近隣の強豪校の生徒に挑発されるが、特に何も言い返さず流したのを見て、夕莉は憤りを感じ2人へ苛立ちをぶつける。心を打たれた健一は喬彬と話し合い、強豪校が参戦する事になった神社での小さな射会で「勝負」にこだわる事を決心する。
第8話（第3巻）
健一と喬彬に焚き付けられたものの神社の射会で思うような結果を残せなかった智和ら3人は夏の合宿の行い方に対してマイペースな健一らと衝突する。そんな中、女子部員がライバル校の合宿を脱走した落ちこぼれ生徒を連れて来て、男子部員からは不満が漏れる。財布の紛失騒動で疑いをかけられた落ちこぼれ生徒は開開高校の合宿所を去り徒歩で家路につくが道に迷い山中で遭難してしまう。捜索中にライバル校の他の生徒とも遭遇し、話し合ったり自分を見つめ直す時間ができる。協力して救出することで部員同士のわだかまりも無くなっていく。そして数ヵ月後に迎えた新人戦ではライバル校と同じ立ち順になるが･･･。
第9話（第4巻）
健一は角島市へ出かけて帰る際、電車内で悪ふざけをしていた開明学園の男子生徒達の中にいたフランス人ハーフのレオナールから突然キスをされる。両者は偶然代理出席した生徒会の交流会で再び出会い、同じく弓道をやっていたことから親しくなる。健一はどこかでボタンを掛け違えてしまったレオナールの人生に巻き込まれていく。

## 登場人物

### 角島縣立開開高等学校

#### 弓道部男子部員
真面目で地道で仲がいいだけが取り柄の和気あいあいとしたのん気な部。万年県大会止まり。無名も含めると部員数は多い。

##### 2年生
笹原 健一（ささはら けんいち）
本作の主人公。副部長。人がよく穏やかでマイペースな性格。弓力（弓の強さ）は17キログラム。試合では二番（二的）を担当。母・節子（せつこ）、弟・康太、犬1匹、猫3匹と暮らしている。父はタンカーの乗組員。2年2組。北開開中出身。
長尾 智和（ながお ともかず）
健一の幼馴染。背が低く髪は坊ちゃん刈り。眼鏡はリムレスフレーム。コンプレックスの塊で作中では嫉妬、皮肉、悪ふざけを担当している。試合では五番（落）を担当。緊張すると弓を引くときに右肩が上がる。少年漫画雑誌を購読していて珍味が好き。父、母・和子、兄・祥（しょう）、姉・奈緒（なお）と暮らしている。2年2組。
徳重 喬彬（とくしげ たかあきら）
部長。自信に満ちていてはっきりとした男前な性格。きりっとした眉毛と少し後ろに流した短髪が特徴。代々県会議員をやっている家庭に生まれ、母方は宮司。広大な土地を所持しており、家の敷地内に2人立ちの弓道場もある。すでに婚約者がいる。試合では大前を担当する。教室で真顔で詩集を読むタイプ。2年2組。
堀口 堅吾（ほりぐち けんご）
綺麗好きで口うるさい弓道部の「小姑」。眼鏡は縁が太めのフルリムフレーム。眉毛は濃く、常に吊り上っており鼻の周辺にそばかすがある。性格は神経質で粘着質。弓を引いている時だけしか自分に自信が持てない。志穂とは2年2組で同じクラス。男子では唯一志穂と素で会話ができる。弓道マニアで月刊『弓の細道』を定期購読している。試合では三番（中）を担当。
宝代 巧美（ほうだい たくみ）
杏の事が好きで観察・調査しており、妄想癖もあり、なりきり日記まで書いている変態。髪は七三風で前髪で右目を隠している。眼鏡はハーフリムフレーム。背が高く端整な顔立ちだが性格は屈折していてキモいと思われる自覚あり。家では声を出して妄想を垂れ流し小学校6年生の妹から毎日のように変態行動へのツッコミを受けている。2年2組。試合では四番（落前）を担当。
神村 和実（かみむら かずみ）
実家は美容室。周二、かおりとは幼馴染。九州大会のBチームのレギュラーを周二と争っているものの、ちゃらんぽらんな性格でよく練習をサボっており、かおりに注意されている。実力はあるのに闘争心を表に出さず、何事も本気で打ち込まないため幼馴染の2人は不満に思っている。眼鏡はハーフリムフレーム。家業は美容室で母は「おばさんパーマ」が得意。家業を継ぐ気は無く、進学を理由に東京へ出たいと思っている。
阿世知 周二（あぜち しゅうじ）
和実、かおりとは幼馴染。真面目に練習しているが馬手の離しが遅く、矢筋がよれる癖があるため和実には一歩劣る。和実から手加減をされることに不満を持っていたが、和実がかおりを泣かせた事でついに手が出てしまう。学業の成績は良い。親は公務員。

##### 1年生
大薗 裕（おおぞの ゆう）
さわやかイケメン。1年生では上達が早く実力上位で喬彬から目をかけられている。左手の握力が少し弱い。真面目で鈍感。後に彼女ができる。家業は仕出し弁当屋。
永仮 周（ながかり しゅう）
双子であやのの兄。妹と見分けがつかない。華奢でかわいらしい顔立ちをしている。健一が風疹で欠席している間に転校してきた。英語が苦手。

#### 弓道部女子部員

##### 2年生
下堂薗 志穂（しもどうぞの しほ）
品のある美人で校内の男子の憧れの存在だが、なぜか堅吾を好きになる。普段は長い黒髪をヘアピンで留めていて、部活中はシュシュで髪を後ろで束ねて左に流している。智和からは「下堂薗様」と呼ばれている。
坂本 晶（さかもと あきら）
女子部員をまとめる副部長。髪を後ろで束ねている。眼鏡はハーフリムフレーム。智和からは「クソ晶」と呼ばれている。
かおり（かおり）
和実、周二の幼馴染。髪型はショートボブで両側の前髪をヘアピンで留めている。すれ違い始めた和実と周二の関係を見て和実を焚き付ける。
吉川（よしかわ）
髪型はショートボブで前髪を顔の右側でヘアピンで留めている。明るい性格。合宿で板金工業と一悶着の末、鶴崎とメール友達となる。

##### 1年生
永仮 あやの（ながかり あやの）
双子で周の妹。兄と見分けがつかない。大きく丸い目をしたかわいい子。弓道は中学校1年生の時に始めた。弓力は11キログラム。
七夕 亜子（たなばた あこ）
背がとても低く子供のような風貌。髪は短い二つ結びのおさげ。高校から弓道を始めた初心者。ペットやマスコット的存在。弓力は7キログラムで握力は6キログラム重。
川畑 杏（かわばた あん）
美少女であり、校内の一部の男子から狙われている。高校から弓道を始めた初心者。琴とピアノを習っている。髪はセミロングで両サイドの髪の一部を後ろで束ねてハーフアップにしている。コンタクトレンズ使用者。フルーツサンドが好き。父は公務員。
中島 美奈（なかじま みな）
杏の親友で同じ中学校に通っていた。琴の腕前は師範級。おさげで巻き髪。
瀬崎（せざき）
健一に恋をし告白したが振られる。後頭部で黒髪を団子状にまとめている。

#### 教諭・その他の生徒
大小田 照幸（おおこだ てるゆき）
弓道部の正顧問。教務主任。担当教科は古文。書道の師範で趣味は園芸と狩猟。
横山 美幸（よこやま みゆき）／井上（いのうえ）
弓道部の副顧問。喬彬の従姉で冬吾の姉。担当教科は現国。普段は長い黒髪をアップにしている。眼鏡をかけている。23歳。流鏑馬が得意。単行本第3巻・第8話3、15頁では「井上」となっている
八木 真琴（やぎ まこと）
色々な部活を渡り歩いているスポーツ万能の男子生徒。女子に人気がある。今まで経験した部活はハンドボール、野球、水泳、テニス、サッカー。サッカーは地区大会でゴールを決めて優勝しており、地元のJ2チームからスカウトされている。しかし弓道には向いておらず、仮入部したが入部届は受理されていない。深夜に弓道場に忍び込み、亜子の弓を折る。自分勝手な性格で空気が読めない。2年4組。

### 開開高校生徒の関係者
冬吾（とうご）
弓道部のOBで夏の合宿で指導をしてくれる大学生。喬彬の従兄で美幸の弟。神社の跡継ぎで弓道は弐段。各個人のデータを元に合宿から新人戦までの個別の練習メニューを組む。大学には弓道推薦で入学した。
中薗（なかぞの）
海辺の町での開開高校の合宿の世話をしてくれる老夫婦。徳重家の先祖代々の耕作地を管理している。生徒達は1日2時間の稲刈りをすることで合宿費用を1日500円に抑えてもらっている。
早織／沙織（さおり）
喬彬の婚約者。黒髪ロングヘアで前髪はぱっつん。少し細目で瞳が大きく細身。おっとりとした喋り方をする。
2巻101頁では「早織」、4巻37頁では「沙織」となっている。
室屋（むろや）
指好市弓道場で健一を指導してくれる社会人の先生。
甘太郎（あまたろう）
健一が飼っている犬。かつて智和が名前を付けて可愛がっていた捨て犬だった。

### 藤川梅次郎一座
旅をしながら興行している大衆演劇。公演期間中はテレビ取材も受けている。
藤川 夕莉（ふじかわ ゆうり）
女形・「百合三郎」役を演じる高校2年生の男子生徒。「開開神社夏季射会」の前に開開高校へ転校して来て、大会後に再び転校する。切れ長の目をした長髪のイケメン。祖父から習った弓は的中率も高く射型も美しい。流浪の生活に嫌気がさしていて演劇もやめたいが家業の為仕方なくやっている。得意な演目は祖父が好きだった「那須与一」だが父が許可を出さないため不満に思っている。自主的に勉強しており学業の成績も良く医大を志望している。
藤川 梅次郎（ふじかわ うめじろう）
座長で夕莉の父。飲んだくれで、子供に暴力を振るったり、物置に閉じ込める。次男・薔太郎（そうたろう）、三男・かえで。
シン
一座の番頭。暴走気味な座長をなだめて夕莉ら子供達を助ける調整役。
夕莉の祖父
産婦人科の医師で地元の名士。自宅に2人立の射場を持っており、夕莉に弓を教えていた。役者が嫌いで、女（夕莉の母）目当てに劇団に入った息子・梅次郎と親子の縁を切ったが、夕莉らは孫として可愛がっていた。4年前に亡くなる。

### 県立板金工業
男子生徒が9割。弓道部員は全国大会の常連で全員スキンヘッドで競技中ははちまきをしている。県外から弓道留学している生徒もいる。夏の合宿は民宿「うみべ荘」で行い、上達の見込みのない1年生は退部を促される。
水溜 薫（みずたまり かおる）
2年生。健一と同じ北開開中出身。事あるごとに健一らに絡み挑発的な態度を取る。背が低く、前歯の隙間が広い。弓の実力は低く2軍に所属。
水溜 渚（みずたまり なぎさ）
1年生。薫の弟。運動音痴で部の落ちこぼれ。合宿を脱走した所で亜子に会い、開開高校の合宿先へ来る。背が低く、おどおどした性格。
鶴崎 和由（つるさき - ）
2年生。痩せ型で目は釣り目で切れ長の二重。夏の合宿から吉川とメールで連絡を取る。レギュラーで団体戦では大前を担当。

### 学校法人 開明学園
中等部・高等部があるキリスト教カトリック系進学校。生徒の大部分が角島県外出身。最寄り駅は蟹山駅。
山本 レオナール 顕（やまもと れおなーる けん）
弓道部の2年生。通称「レオケン」。フランス人と日本人のハーフ。リムレスフレームの眼鏡をかけている。目は青く肌は白く髪は金髪セミロングで後ろは巻き髪。6歳頃までフランスに居て、その後東京へ移住し小学校5年生の時に弓道を始める。弓道に美とエロスを感じている。一見人懐っこい性格だが、どこかで壁を作っていて心に傷がある。
黒川 誠（くろかわ まこと）
2年生。生徒会長。無精ひげを生やし眼鏡をかけているゲイ。精神科医志望。寮に住んでいる。
山元 堅（やまもと けん）
2年生。生徒会書記。レオナールの友人。通称「ヤマケン」。他校との生徒会交流会に出られなくなったためレオナールに代理出席を頼む。

### レオナールの関係者
山本 千恵子（やまもと ちえこ）
レオナールの母。ファッション誌のインタビューで知り合い妊娠したがピエールと別れ失意のままパリに居住。数年後、レオナールと共に帰国し東京で働いていたが、体を壊し角島の実家へ戻る。レオナールが高校生になった今でもピエールの事が忘れられず好きである。また、ピエールから養育費を受け取っていたが、レオナールには「祖父の遺産」と嘘をついていた。
ピエール・ルマンド
パリの高級メゾン“ルマンド”の社長。ジャンの突然死により後継者を求めて千恵子の元へやってきた。レオナールとは面識が無い。養育費を送り続けていた。冬休みにパリに来るようチケットを置いてフランスへ帰国。
ジャン・ルマンド
ピエールの長男でレオナールの兄。ろくに学校に行かず、女優やモデルと遊んでばかりいた。バカンス先のタヒチ島で交通事故死。28歳。
前田 依子（まえだ よりこ）
レオナールの彼女（？）。体の関係もあったが、レオナールが健一と出会ってしまったため別れたが、忘れられずにいる。レオナールには「ヨリちゃん」と呼ばれている。街中やレオナールに会う際はロングヘアで化粧もばっちり決めていて喫煙もするが、通学時は三つ編みおさげで地味な顔をしている。右目の下にほくろがある。「△△女子高」の2年生。

### 指好商業
白石 さやか（しらいし さやか）
2年生。指好弓道場で智和がぶつかって一目惚れした女の子。新人戦で一目惚れした裕吾目当てに弓道場に来ており昇段審査で受かったら告白するつもりだった。転校が多く長く付き合った友達がいない。クセのある髪を後ろで結んでいる。趣味はピアノ、お弁当作り。
中里 玲奈（なかざと れいな）
2年生。指好弓道場に来ていたさやかと同じクラスの友達。髪が長く目が細い。さやかを出し抜いて裕吾とデートしていた。

### 北高
野口 裕吾（のぐち ゆうご）
弓道弐段取得のため指好弓道場に通っている高身長、高偏差値のイケメン。

## 用語解説
九州大会
五人立の団体戦で各校2チーム出場できる。競技中の描写は無いが開開高校Aチームは板金工業と3位を争った。開開高校が強豪では無い点から角島県予選と思われる。
開開神社夏季射会
毎年開開高校が参加している小規模の射会。“少年の部”の優勝商品は図書カード500円。新しい顧問が場数を増やす方針のため板金工業の二軍も参加することとなる。
新人戦
角島県高等学校新人大会弓道競技。10月に県武道場で行われる大会で各校1チーム出場できる。主催は角島県体育連盟、日本弓道連盟角島支部。

## 物語の舞台
登場する高校や施設などは、基本的に架空の名称が使われている。「角島県高等学校新人大会」が行われ「指好市弓道場」、「指好駅」、「中央駅」、「南角島駅前」、「開開駅」、および谷山駅 (鹿児島県)に酷似した「蟹山駅」などが登場することから本作品の舞台は鹿児島県の指宿枕崎線沿線地域と思われる。

## 単行本
ウィングス・コミックス（新書館）より全4巻。各巻には1～5ページの描き下ろし4コマ漫画が掲載されている。番外篇は「犬の名前」が第2巻、「女の子」が第3巻に収録されている。
1. 2007年8月10日発売 ISBN 978-4-403-61873-4
2. 2008年11月21日発売 ISBN 978-4-403-61920-5
3. 2010年2月25日発売 ISBN 978-4-403-61961-8
4. 2010年10月24日発売 ISBN 978-4-403-61979-3